# Susanne Lüning
Susanne Lüning (Berlino, 19 aprile 1966) è un'attrice tedesca, attiva in campo cinematografico e - soprattutto - televisivo, a partire dalla metà degli anni ottanta.
Figlia d'arte (dell'attrice e doppiatrice Barbara Dittus), tra cinema e televisione - a circa una settantina  di differenti produzioni, comparendo in vari film e miniserie TV e - specie dalla metà degli anni novanta in poi - come guest-star in varie serie televisive.
Tra i suoi ruoli principali, figurano quello di Jorinde nel film TV Jorinde und Joringel (1986), quello di Martha nel film Marthas Garten (1995), ecc.

## Filmografia parziale

### Cinema
- Und laß dir kein Unrecht gefallen (1984)
- Hälfte des Lebens (1985)
- Besuch bei Van Gogh (1985)
- ...und ich dachte, du magst mich (1987) - Susanne
- Einer trage des anderen Last (1988) - Sonja Kubanek
- Froschkönig (1988) - Geraldine
- Die Schauspielerin (1988) - Inge
- Die Sprungdeckeluhr (1990) - Suor Magdalena
- Krücke (1993)
- Marthas Garten (1995) - Martha
- Unser fremdes Kind (1998) - Maria Schneider
- Befreite Zone (2003) - Sig.ra Walter

### Televisione
- Flug des Falken - miniserie TV (1985)
- Jorinde und Joringel - film TV (1986) - ruolo: Jorinde
- Pelle der Eroberer - film TV (1986)
- Das Tor - film TV (1987) - Rieke
- Der Mittelstürmer verweigert das Paradies - film TV (1987) - Nora
- Sansibar oder Der letzte Grund - film TV (1987)
- Die verschwundene Miniatur - film TV (1989) - Irene
- Die ehrbaren Fünf - film TV (1989) - Gisela Herholz
- Endstation Harembar - film TV (1992)
- In fuga per la vita - miniserie TV, regia di Gianfranco Albano (1993) - Grete
- Un caso per due - serie TV, 1 episodio (1993) - Heike Landers
- Lady Cop - serie TV, 1 episodio (1994) - Ilona Hellwig
- Praxis Bülowbogen - serie TV, 1 episodio (1995)
- Peter Strohm - serie TV, 1 episodio (1995)
- Markus Merthin, medico delle donne - serie TV, 2 episodi (1995) - Bea Dautz
- Einsatz für Lohbeck - serie TV, 1 episodio (1995)
- Un caso per due - serie TV, 1 episodio (1995) - Karen Lehnert
- Der Clan der Anna Voss - miniserie TV (1995) - Heide
- Die Straßen von Berlin - serie TV, 1 episodio (1995)
- Einsatz Hamburg Süd - serie TV, 1 episodio (1997)
- Squadra Speciale Cobra 11 - serie TV, 1 episodio (1997) - Linda
- Liebling Kreuzberg - serie TV, 1 episodio (1998)
- Il Clown - serie TV, 1 episodio (1998) - Sarah Graz
- Tatort - serie TV, 1 episodio (1998)
- Dr. Sommerfeld - Neues vom Bülowbogen - serie TV, 1 episodio (1999)
- Dietro una porta chiusa - film TV (1999)
- Freunde fürs Leben - serie TV (1999)
- Lady Cop - serie TV, 1 episodio (2000) - Stefanie Konrad
- Die Verbrechen des Professor Capellari - serie TV, 1 episodio (2001)
- Il commissario Herzog (Der Alte) - serie TV, 1 episodio (2001) - Sabine Gurka
- Nicht ohne deine Liebe - film TV (2002) - Doro
- St. Angela - serie TV, 2 episodi (2002) - Nova Hansen
- 14º Distretto (Großstadtrevier) - serie TV, 1 episodio (2002)
- Squadra speciale Lipsia - serie TV, 1 episodio (2002) - Nadine Döbner
- Bella Block - serie TV, 1 episodio (2003)
- Siska - serie TV, 1 episodio (2003) - Karla Burghard
- Il commissario Herzog (Der Alte) - serie TV, 1 episodio (2003) - Beate Holland
- Das Duo - serie TV, 1 episodio (2004)
- Il medico di campagna - serie TV, 1 episodio (2004) - Rosi
- In aller Freundschaft - serie TV, 1 episodio (2005) - Britta Schwarz
- Wolff - Un poliziotto a Berlino - serie TV, 1 episodio (2005) - Carla Reinhardt
- Wink des Himmels - film TV (2005) - Alexandra Kraft
- In Liebe eine Eins - film TV (2005) - Margit Steiner
- Guardia costiera - serie TV, 1 episodio (2005) - Sabine Kortwich
- Siska - serie TV, 1 episodio (2006) - Mali Weiliand
- Familie Dr. Kleist - serie TV, 1 episodio (2006) - Petra Winter
- Siska - serie TV, 1 episodio (2007) - Anja
- R.I.S. - Die Sprache der Toten - serie TV, 1 episodio (2007)
- Il commissario Herzog (Der Alte) - serie TV, 1 episodio (2008) - Marion Storz
- Il medico di campagna - serie TV, 1 episodio (2008) - Sig.ra Jakob
- Last Cop - L'ultimo sbirro (Der letzte Bulle) - serie TV, 1 episodio (2010) - Christine Kemp
- Il commissario Herzog (Der Alte) - serie TV, 1 episodio (2011) - Marianne Schramm

## Doppiatrici italiane
- Elisa Galletta in In fuga per la vita[3]